# Cjeloglavke
Cjeloglavke (lat. Holocephali), razred riba koji obuhvaća jedan živi red Chimaeriformes i dva izumrla reda, Iniopterygia i Helodontida unutar pakoljena hrskavičnjača ili Chondrichthyes.
Živi rodivi su Harriotta Goode & Bean, 1895, Neoharriotta Bigelow & Schroeder, 1950 i Rhinochimaera Garman, 1901 (porodica Rhinochimaeridae); Chimaera Linnaeus, 1758 i Hydrolagus Gill, 1863 (porodica Chimaeridae); Callorhinchus Lacepède, 1798 (porodica Callorhinchidae)